# Тельца Руффини
Лу́ковичные тельца́, или тельца́ Руффи́ни, или оконча́ния Руффи́ни — медленно адаптирующиеся кожные механорецепторы, расположенные в соединительной ткани. Названы в честь Анджело Руффини. Окончания Руффини представляют собой инкапсулированные чувствительные нервные окончания вытянутой формы. Окончания активируются при растяжении кожи.